# Daniel Mendoza
Daniel Mendoza est un boxeur anglais combattant à mains nues né le 5 juillet 1764 et mort le 3 septembre 1836 à Londres.

## Carrière

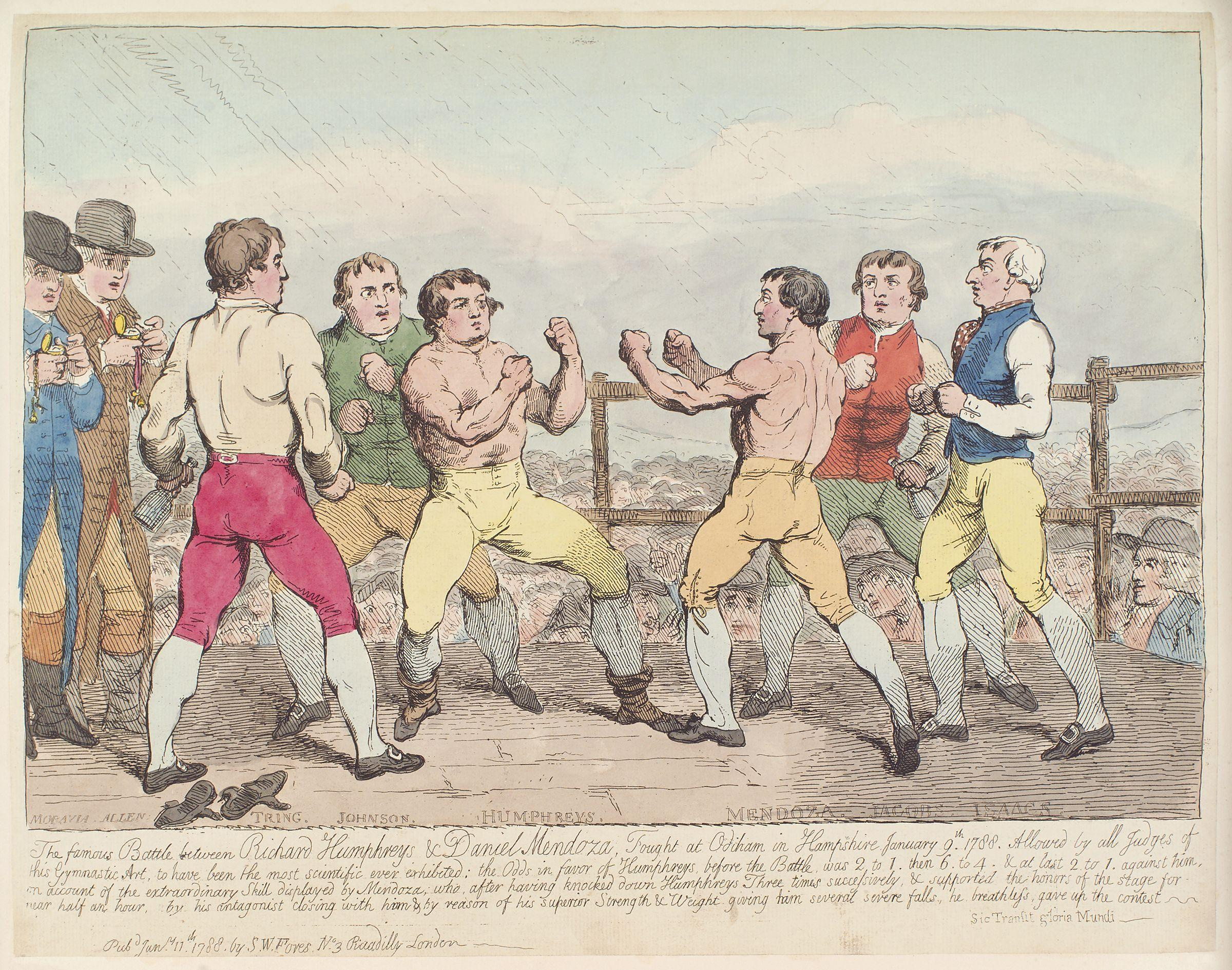
Combat entre Daniel Mendoza et Richard Humphreys, par Samuel William Fores.

Il réussit la performance de devenir champion d'Angleterre en poids welters, poids moyens et poids lourds en battant respectivement Tom Tyne en mars 1784; Richard Humphries le 6 mai 1789 et Bill Warr le 12 novembre 1794 avant de finalement s'incliner face à John Jackson le 15 avril 1795.

## Distinction
- Daniel Mendoza est membre de l'International Boxing Hall of Fame depuis sa création en 1990.